# The Hush
The Hush é o quinto álbum de estúdio da banda escocesa Texas, editado em 1999. O álbum inclui os singles "In Our Lifetime", "Summer Son" e "When We Are Together", tendo todos atingido o Top 12 do Reino Unido.
Em Agosto de 2011, o álbum estava certificado como 3x platina no Reino Unido.

## Alinhamento

### Edição internacional
1. "In Our Lifetime"
2. "Tell Me the Answer"
3. "Summer Son"
4. "Sunday Afternoon"
5. "Move In"
6. "When We Are Together"
7. "Day After Day"
8. "Zero Zero"
9. "Saint"
10. "Girl"
11. "The Hush"
12. "The Day Before I Went Away"
13. "Let Us Be Thankful" [faixa escondida]

Ed. Japonesa (Bonus tracks)
1. "You'll Never Know"
2. "In Our Lifetime (Return to tha Dub Mix)"

### Singles
- "In Our Lifetime" - 19 de Abril, 1999
- "Summer Son" - 16 de Agosto, 1999
- "When We Are Together" - 15 de Novembro, 1999

## Desempenho nas tabelas musicais
| Tabela (1999)        | Melhor posição |
| -------------------- | -------------- |
| UK Albums Chart      | 1              |
| French Albums Chart  | 2              |
| German Albums Chart  | 7              |
| Spanish Albums Chart | 5              |
| Swiss Albums Chart   | 7              |